# Bengáli fekete kecske

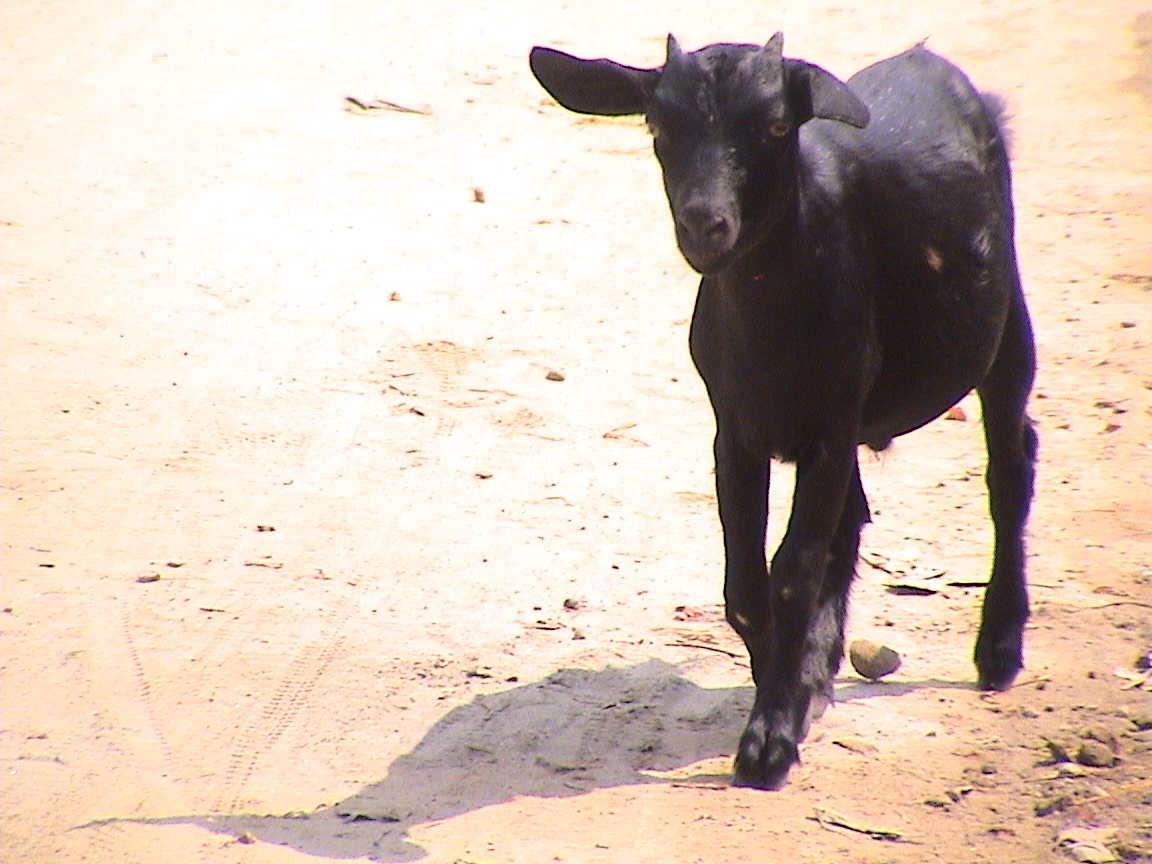
Bengáli fekete kecske Bangladesből

A bengáli fekete kecske a közös neve azoknak a kecskéknek, amelyek Bangladesből, illetve Északkelet-Indiából (Asszám és Nyugat-Bengál állam) származnak. Bangladesben egyszerűen csak „BBG”-nek hívják (az angol Black Bengal Goat rövidítése nyomán).

## Tulajdonságai
- Színe: Javarészt fekete színű, de található belőle szürke, barna és fehér színű is.
- Gyapja: Rövid, lágy, fényes.
- Testalkata: 
  - Magassága: 50 cm
  - Fülei rövidek(11-14 cm), előre állnak
  - Háta: egyenes
  - Lábai: rövidek
  - Szarva: 6-11 cm
  - Tömege: a baknak 16-18 kg, a nőstény 12-14 kg

## Szerepe
Gazdaságilag és kulturálisan is kiemelkedő szerepe volt Banglades történelmében. A 18-19. században a kecskebőr rendkívül kelendő árucikke volt az országnak. Prémium minőségű bőrök készíthetők belőle. A húsa híres puhaságáról és ízletességéről. 
Ez a fajta 12 hónapos kora után ivarérett, évente 2-szer, 3-szor ellik. Jóval termékenyebbek, mint az átlagos kecske. Bangladesben leginkább a nők és a gyerekek feladata a tenyésztésük. Füvet, valamint cserjék és fák leveleit eszi. 
Több nemzetközi szervezet, köztük a Nemzetközi Atomenergia Ügynökség(IAEA)
is támogatja a tenyésztésüket, hogy csökkentsék a társadalmi szegénységet, ami a térséget sújtja.